# Halcampidae
Halcampidae é uma família de cnidários antozoários da infraordem Athenaria, subordem Nyantheae (Actiniaria).

## Géneros
- Cactosoma Danielssen, 1890
- Halcampa Gosse, 1858
- Halcampaster Carlgren, 1938
- Halianthella Kwietniewski, 1895
- Ilyanthus Forbes, 1840
- Mena Stephenson, 1920
- Neohalcampa Sanamyan, 2001
- Parahalcampa Carlgren, 1921